# Хребет Крубера
Хребет Крубера — цепь потухших вулканов на полуострове Медвежий в северо-восточной части острова Итуруп (Курильские острова). Образует водораздел между Тихим океаном и Охотским морем.
Длина — 24 км. Высота — 400—700 м (г. Сибеторо, 853 м, г. Добрынина, 770 м).
В состав хребта Крубера входят стены обширной плейстоценовой кальдеры Цирк с г. Милановского (712 м). Следы древнего оледенения. Склоны покрыты берёзово-ольховым криволесьем с густым подлеском курильского бамбука и зарослями кедрового стланика.
Назван в честь А. А. Крубера.